# آئرولیموزین
آئرولیموزین (به انگلیسی: Aerolimousine) یک شرکت هواپیمایی است که در ۱۹۹۸ میلادی تأسیس شده‌است. دفتر مرکزی آئرولیموزین در مسکو، روسیه واقع شده‌است و قطب این شرکت هواپیمایی در فرودگاه بین‌المللی دوموده‌دوو قرار دارد.